# Film&TV
Film&TV var en filmtidskrift som utgavs av FilmCentrum och Folkets Bio åren 1968 till 2014.
Tidskriften hette från början Rapport från FilmCentrum och var en medlemstidning och stridsskrift i motståndet mot Harry Schein, Svenska Filminstitutets stridbare vd, som satt sig före att bekämpa Filmcentrum och Folkets bio.
Tidskriften var enkelt utformad, stencilerad, men med några av landets främsta filmskribenter i redaktionen.
I augusti 1970 utkom det första tryckta numret, med en fast redaktör, Gunnar Rosengren, snart biträdd av Ove Säverman. Ulf Berggren var redaktionssekreterare, Ulf von Strauss ansvarig utgivare.
Det första numret under nya namnet Film&TV utkom 1973, med Lars Säfström som redaktör och ansvarig utgivare. I redaktionen ingick Jan Lindqvist och Stefan Jarl. Film&TV:s inriktning under ett par år låg nu på den filmfackliga kampen, som var i sin linda vid den här tiden. Man skrev också mycket om film i Latinamerika, Afrika och Asien.
Vid mitten av 1970-talet anställdes Karl-Ola Nilsson som redaktör. Han kom från Unga Filosofer och tidskriftens inriktning kom nu att förskjutas mot massmediekritik.
Under 1980-talet leddes Film&TV av Gunnel Lindqvist, under många år i samarbete med Lars Säfström och Ulf von Strauss. Huvudinriktningen var som tidigare att ”skriva den fria, progressiva, socialistiska, ickekommersiella, antiimperialistiska, revolutionära filmens historia i det ögonblick den utspelar sig”, i Sverige, i världen. Kvinnorna i filmhistorien och samtiden lyftes nu också fram på ett nytt sätt. I en artikelserie som pågick under många år redovisade man den svenska dokumentärfilmens historia.
Under 2000-talet dalade uniciteten och autenticiteten, Film&TV blev en kulturtidskrift bland andra. År 2014 upphörde utgivningen.